# Plecia diversa
Plecia diversa är en tvåvingeart som beskrevs av Hardy 1958. Plecia diversa ingår i släktet Plecia och familjen hårmyggor. Inga underarter finns listade i Catalogue of Life.